# Harriet Jacobs
Harriet Jacobs (Edenton, Carolina del Nord, 1813 - Washington DC, 7 de març de 1897) fou una escriptora abolicionista i feminista estatunidenca. L'any 1861 publicà Incidents in the Life of a Slave Girl (Incidents en la vida d'una jove esclava) sota el pseudònim de «Linda Brent».

## Biografia
Nasqué a Edenton, Carolina del Nord, al voltant de l'any 1813, filla de Elijah Jacobs, un esclau mulat sota el domini del Dr. Andrew Knox, i de Delilah, una esclava mulata sota el domini de John Horniblow, amo d'una taverna. Harriet heretà la condició d'esclava des del seu naixement, però tingué la sort de ser criada per la seua mare Delilah fins a la mort d'aquesta al 1819. A partir d'aquest moment la seua cura passà a la mestressa de la seua mare, Margaret Horniblow, que li va ensenyar a llegir (una cosa prohibida i insòlita aleshores, sobretot tractant-se a més d'una dona), escriure i cosir.
El 1825, Margaret Horniblow mor i Harriet fou enviada amb el nebot de Horniblow, el pare del qual, el Dr. James Norcom, esdevingué el seu nou amo. Aquest no sols la va assetjar sexualment i durant quasi una dècada, sinó que refusà concedir-li el matrimoni amb una altra persona, Samuel Sawyer, un advocat blanc amb qui tingué dos fills que també van passar a ser propietat de Norcom. L'autora afirma que Norcom l'amenaçava de vendre els seus fills si ella s'oposava a les seues demandes sexuals.
Al 1835, la seua situació s'havia tornat tan insostenible que hagué de fugir, tot i que, sense mitjans, no pogué arribar al nord ni tampoc volia separar-se dels seus fills; visqué, doncs, uns set anys reclosa en un petit espai dins de l'àtic de la seua àvia, sense ni poder asseure's, mentre s'oferien tres-cents dòlars a qui la retornara al propietari. El 1842 va aconseguir fugir a Filadèlfia, Pennsilvània en una barca. Allí el bisbe Paine li proposà que publicara un esbós de la seua vida, però ella en desistí en aquest moment perquè no creia que en fos capaç.
Comença llavors la seua vida com una dona lliure, mudant-se a la ciutat de Nova York el 1842. Treballà com a mainadera a casa del destacat escriptor Nathaniel Parker Willis. Harriet Jacobs fou una de les moltes esclaves que a mitjan s. XIX van escriure narracions autobiogràfiques en un intent per mostrar al nord dels Estats Units el veritable rostre de la "peculiar institució" de l'esclavitud present als estats del sud.

## La seua carrera

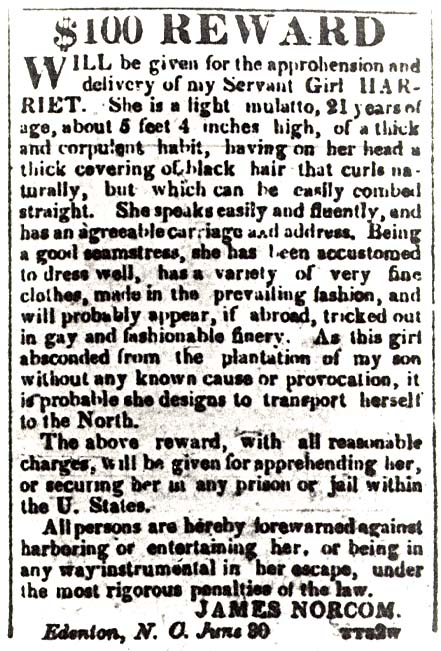
Cartell amb la recompensa per l'entrega de la fugitiva Harriet Jacobs (1835)

Durant molt de temps Jacobs es debaté entre la pressió dels activistes que volien utilitzar la seua història com a propaganda per a la causa abolicionista i la seua resistència a confessar el que ella considerava el seu "gran pecat", un amor il·legítim. No obstant això finalment prevalgué el seu compromís amb el moviment antiesclavista. Primer demanà a Harriet Beecher Stowe, cèlebre autora de La cabana de l'oncle Tom, que l'ajudara a escriure l'obra, però l'actitud condescendent d'aquesta li feu canviar d'idea. Així, redactà un manuscrit canviant noms de lloc i de persona, no sols perquè encara tenia parents al sud, sinó perquè segons una llei de 1850 encara podia castigar-se a aquells que hagueren ajudat esclaus fugitius fins i tot als estats del nord que havien abolit l'esclavitud. El manuscrit el passà a net i el revisà la seua filla, i l'autobiografia es publicà per lliuraments en el New York Tribune, editat per Horace Greeley. Els passatges sobre assetjament i abús sexual per part del seu amo es consideraven tan forts per al públic general que publicació s'interrompé abans d'acabar la història. Per això, Harriet tingué molts problemes per vendre'n el manuscrit o per publicar-lo sencer. En acabant, una editorial de Boston, Massachusetts, en comprà els drets, Thayer and Eldridge, però feu fallida abans que el llibre s'imprimís; aconseguí, però, que un impressor en comprara les planxes i el llibre sortí a la llum per fi el 1861 a càrrec de la mateixa autora, amb una presentació de Lydia Maria Child i de seguida es reimprimí a Anglaterra.
L'autora es dirigia sobretot a una classe mitjana blanca de dones cristianes del nord, amb la descripció de l'esclavitud com a destructora de la virtut femenina per mitjà de l'abús i la violació.
| «                                                                 | No m'importa inspirar simpatia pels meus sofriments, però desitge de debò, amb la major seriositat, despertar en les dones del nord el sentit de responsabilitat davant la condició de dos milions de dones del sud encara en captivitat, que sofreixen el que jo vaig sofrir, i moltes d'elles fins i tot coses pitjors. Vull afegir el meu testimoniatge al de plomes més capaces per convéncer la gent dels estats lliures del que és realment l'esclavitud. Només amb l'experiència pot algú adonar-se de com és de profund, fosc i vil aquest infern d'abominacions. Potser caiga la benedicció de Déu sobre aquest imperfecte esforç en nom de la meua gent perseguida! | » |
| — Harriet Jacobs, Incidents in the Life of a Slave Girl (Prefaci) | |   |

Va denunciar la religió dels estats meridionals com anticristiana i promotora del valor dels diners ("Si he d'anar-me'n a l'infern, enterreu els meus diners amb mi", diu un inculte amo d'esclaus). Descriu també l'oració d'un altre propietari d'esclaus ("presumia amb el nom i posició d'un cristià, però Satanàs mai havia tingut a un seguidor més fervent"). Jacobs sostenia que aquests no eren l'excepció a la regla general. La crueltat de l'esclavitud destruïa la virtut d'una societat sencera i, a més, "és una maledicció tant per als blancs com per als negres".
La major part d'Incidents in the Life of a Slave Girl està dedicada a la lluita de Jacobs per mantenir la llibertat dels seus dos fills de totes totes, abans de fugir-ne ella mateixa a la recerca de la seua. Per això passa set anys amagada en un diminut espai construït dins del graner de la seua àvia per ocasionalment poder veure i sentir les veus dels seus fills. El propietari esclavista "Flint" és en realitat el seu primer amo, el Dr. James Norcom. Canvià els noms de tots els personatges, incloent-se ella mateixa, i solament gràcies a l'exhaustiva recerca realitzada per la professora Jean Fagan Yellis s'ha descobert la veritable autora de l'obra, sobretot gràcies a un feix de cartes que descobrí a la Universitat de Rochester que li serviren per a la seua edició crítica.
Jacobs visqué els darrers anys de la seua vida a Washington DC el seu llibre fou redescobert pel Moviment pels Drets Civils durant els anys seixanta del s. XX i hui es considera, juntament amb el relat del també esclau fugitiu Frederick Douglass, un dels clàssics del gènere. En els darrers anys ha estat objecte d'especial atenció i anàlisi per part del moviment feminista.